# Jasper County (Missouri)
Jasper County je okres ve státě Missouri v USA. K roku 2015 zde odhadem žilo 118 596 obyvatel. Správním sídlem okresu je Carthage, největším městem Joplin. Celková rozloha okresu činí 1 660 km². Na západě sousedí se státem Kansas. Jméno získal na počest seržanta Williama Jaspera, který bojoval během války za nezávislost.

## Sousední okresy
| Růžice kompasu | Crawford County | Barton County            | Dade County     | Růžice kompasu |
| Růžice kompasu | Cherokee County | Sever                    | Lawrence County | Růžice kompasu |
| Růžice kompasu | Cherokee County | Jasper County (Missouri) | Lawrence County | Růžice kompasu |
| Růžice kompasu | Cherokee County | Jih                      | Lawrence County | Růžice kompasu |
| Růžice kompasu | Newton County   |                          |                 | Růžice kompasu |